# Jijoca de Jericoacoara
Jijoca de Jericoacoara är en kommun i Brasilien.   Den ligger i delstaten Ceará, i den östra delen av landet, 1 700 km nordost om huvudstaden Brasília. Antalet invånare är 17 002.
Omgivningarna runt Jijoca de Jericoacoara är huvudsakligen savann. Runt Jijoca de Jericoacoara är det ganska tätbefolkat, med 75 invånare per kvadratkilometer.